# Spaeleoleptes gimli
Espèce
Spaeleoleptes gimli est une espèce d'opilions laniatores de la famille des Escadabiidae.

## Distribution
Cette espèce est endémique de Bahia au Brésil. Elle se rencontre à Itaeté dans la grotte Gruta Natal.

## Description
Le mâle holotype mesure 2,18 mm, le mâle paratype 2,05 mm et la femelle paratype 2,30 mm.

## Systématique et taxinomie
Cette espèce a été décrite par Pereira, Gallão, Bichuette et Pérez-González en 2024.

## Étymologie
Cette espèce est nommée en référence à Gimli. 

## Publication originale
- Pereira, Gallão, Bichuette & Pérez-González, 2024 : « Hidden in the caves: a new troglobitic species of Spaeleoleptes and the type species redescription (Opiliones, Laniatores). » European Journal of Taxonomy, vol. 921, p. 36–63.